# Jasensko
Jasensko falu Horvátországban Split-Dalmácia megyében. Közigazgatásilag Sinjhez tartozik.

## Fekvése
Splittől légvonalban 30, közúton 40 km-re északkeletre, községközpontjától légvonalban 3, közúton 6 km-re északkeletre, a dalmát Zagora középső részén, a Cetina jobb partja és a Svilaja-hegység között elterülő Hrvacei mező szélén fekszik.

## Története
A középkorban területe a Subićok majd Nepilićek birtoka volt. 1536-ban elesett Sinj vára és vele együtt ez a térség is török uralom alá került. Sinj várával együtt 1686-ban szabadult fel a török uralom alól. Ezt követően a velencei hatóságok irányításával és rámai ferences szerzetesek vezetésével Boszniából és Hercegovinából keresztény lakosság érkezett. 1699-ben a karlócai béke értelmében a terület végképp felszabadult, de a béke nem maradt tartós. Az újabb velencei-török háborúnak az 1718-as pozsareváci béke vetett véget, mely után a török veszély végképp megszűnt ezen a vidéken. A velencei uralomnak 1797-ben vége szakadt és osztrák csapatok vonultak be a településre. 1806-ban az osztrákokat legyőző franciák uralma alá került, de Napóleon lipcsei veresége után 1813-ban újra az osztrákoké lett. 1918-ban az új szerb-horvát-szlovén állam, majd később Jugoszlávia részévé vált. 1857-ben 186, 1910-ben 198 lakosa volt. A második világháború idején a Független Horvát Állam, majd a háború után a szocialista Jugoszlávia része lett. Területe 1991-től a független Horvátországhoz tartozik. 2011-ben 341 lakosa volt.

## Lakosság
| Lakosság változása | Lakosság változása | Lakosság változása | Lakosság változása | Lakosság változása | Lakosság változása | Lakosság változása | Lakosság változása | Lakosság változása | Lakosság változása | Lakosság változása | Lakosság változása | Lakosság változása | Lakosság változása | Lakosság változása | Lakosság változása |
| ------------------ | ------------------ | ------------------ | ------------------ | ------------------ | ------------------ | ------------------ | ------------------ | ------------------ | ------------------ | ------------------ | ------------------ | ------------------ | ------------------ | ------------------ | ------------------ |
| 1857               | 1869               | 1880               | 1890               | 1900               | 1910               | 1921               | 1931               | 1948               | 1953               | 1961               | 1971               | 1981               | 1991               | 2001               | 2011               |
| 186                | 0                  | 13                 | 221                | 191                | 198                | 0                  | 0                  | 294                | 319                | 353                | 360                | 326                | 422                | 365                | 341                |

(1869-ben, 1921-ben és 1931-ben lakosságát Karakašicához számították.)

## Nevezetességei
Assisi Szent Ferenc tiszteletére szentelt, a szomszédos Čitlukkal közös modern római katolikus temploma a sinji plébánia filiája. A templomot 2000-ben építették a korábbi, 1927-ben a sinji kolostor gazdasági épületéből kialakított templom helyett. A templom Čitluk déli részén egy dombtetőn áll különálló, karcsú harangtoronnyal, melyben két harang található. A templom előtt áll a szent nagyméretű bronzszobra.